# Regio Songfestival 2025
Het Regio Songfestival 2025 zal de derde editie van het jaarlijkse Regio Songfestival zijn. Het zal georganiseerd worden door Omroep Gelderland in samenwerking met de overige twaalf regionale omroepen van Nederland. Het festival, dat live wordt uitgezonden op de regionale televisiezenders, zal plaatsvinden in Gelderland nadat Emma Luca de vorige editie wist te winnen met haar lied Illusie.

## Locatie
Aangezien Gelderland de vorige editie van het songfestival won, zijn zij verantwoordelijk voor het organiseren van deze editie van het festival. Dit werd al aangekondigd in de vorige editie net nadat Emma Luca uitgeroepen werd tot winnares, en dat zal plaatsvinden in het Musis Sacrum en het Stadstheater in Arnhem.

## Format
Er zijn geen grote wijzigingen in het format van de wedstrijd ten opzichte van eerdere edities. Zoals eerdere jaren moeten de artiesten minstens 16 jaar oud zijn en de liedjes origineel; deelnemers mogen niet eerder in de Nederlandse Top 40 hebben gestaan.
Alle inzendingen voor het Regio Songfestival 2025 moeten uiterlijk op 29 september bekend worden gemaakt. In tegenstelling tot voorgaande jaren moet een lied, zodra het officieel als inzending is aangekondigd door de betreffende omroep, direct beschikbaar worden gesteld op de relevante streamingplatforms.

## Deelnemers
| Regio         | Taal                                 | Artiest                              | Lied                                 |
| ------------- | ------------------------------------ | ------------------------------------ | ------------------------------------ |
| Drenthe       | Drents                               | De Broers Roo                        | Olde Jetta                           |
| Flevoland     |                                      |                                      |                                      |
| Friesland     | Westerlauwers Fries                  | Wordt bepaald op 11 september        | Wordt bepaald op 11 september        |
| Gelderland    | Achterhoeks                          | De Droadneagels                      | Kandatannogandesdan                  |
| Groningen     |                                      | Jeroen Russchen & Iwan Esajas        |                                      |
| Limburg       |                                      |                                      |                                      |
| Noord-Brabant |                                      |                                      |                                      |
| Noord-Holland |                                      |                                      |                                      |
| Overijssel    | Wordt bekend gemaakt op 5 september  | Wordt bekend gemaakt op 5 september  | Wordt bekend gemaakt op 5 september  |
| Rijnmond      |                                      |                                      |                                      |
| Utrecht       |                                      |                                      |                                      |
| West          | Wordt bekend gemaakt op 15 september | Wordt bekend gemaakt op 15 september | Wordt bekend gemaakt op 15 september |
| Zeeland       | Nederlands                           | Tarzan & The Beachwaiters            | Buitenbenen                          |

1995 · 2023 · 2024 · 2025
Drenthe · Flevoland · Friesland · Gelderland · Groningen · Limburg · Noord-Brabant · Noord-Holland · Overijssel · Rijnmond · Utrecht · West · Zeeland